# Aethopyga duyvenbodei
La suimanga elegante (Aethopyga duyvenbodei) es una especie de ave paseriforme de la familia Nectariniidae propia de la Wallacea.

## Distribución geográfica
Es endémica de las islas Sangihe en Indonesia.
Sus hábitats naturales son las selvas tropicales húmedas.

## Estado de conservación
Está amenazada por la pérdida de su hábitat natural.